# ネットいじめ
ネットいじめ、サイバーいじめ（英: Cyber-bullying）は、インターネット上におけるいじめおよび嫌がらせである。一定の人間関係のある者から、パソコンや携帯電話（スマートフォン等を含む）などのネット端末を経由して、物理的・心理的な攻撃が加えられ、被害者が精神的苦痛を感じていることである。炎上が原因で発生することも多い。酷い場合には身内や友達、同級生、同僚など被害者と関係の近い者が巻き込まれるケースもある。また、攻撃者は必ずしも知人とは限らず、見ず知らずの他人が攻撃をしてくるケースもある。いじめ防止対策推進法（平成25年法律第71号）第二条第一項および第四条にて、通常のいじめに加えてネットいじめ、サイバーいじめも禁止されており、同法第十九条第三項において、発信者情報の開示についても明記されている。ネットいじめは、2020年に厳密性の高い学術誌「Annals of Work Exposures and Health」に掲載された論文で、今後、労働者の健康に影響を与える重要な要因の1つとなると予測されている。
ウェブサイトやオンライン、あるいは電子メール、携帯電話、SNSなどの場で行われる。過激かつ陰湿なものはサイバー・リンチ、ネットリンチ、またはサイバー・ヘイト、ネットヘイトとも呼ばれる。近年（2000年代以降）、世界中で発生して深刻な問題となっており、インターネットの法規制・フィルタリング規制に発展する国・地方自治体も出てきている。
英語圏ではネットいじめに対して、従来のいじめをTraditional bullying（伝統的ないじめ）ともいう。

## 特徴
ネットいじめはインターネットというネットワークを通すため、通常のいじめと違い相手との物理的な力関係が軽視され、低い罪悪感で面白半分に加勢しエンターテイメント化する特徴を持つ（ネット炎上というものもある）。
コンテンツ化されたいじめは、当事者となんの関係もない不特定の人々に晒されることで被害者の不安を煽り、場所や時間に関係なく苦しめ続けられる点も従来にはなかった要素である。オンラインコミュニケーションでは加害者側に加担するオーディエンスのコメントによって悪意が増大することもある。
加害者やオーディエンスは被害者の反応を直接見ることもないため、被害者が苦しむ姿に共感するといった抑制が働かず、相手の気持ちが通常のいじめ以上にわかりにくいという特性を持つ。加害者はインターネットの匿名性を過信する傾向があり、自分は安全な立場にいるという間違った自信が抑制力を低下させている。
悪質なケースでは、標的を誹謗中傷するだけでなく、標的を特定して個人情報をネット上のあちらこちらにばら撒くなど嫌がらせをする。
ネットいじめは一度広まると、リアルの交友範囲から離れた他学校の生徒などにも広がる傾向があり、問題を深刻化させている。

## 分類

### マイクロソフトによる分類
マイクロソフトでは、以下のようなネットイジメの分類を行っている。
- 炎上と荒らし
- 中傷
- なりすましと恋愛詐欺 - 嫌がらせ対象を演じて、相手の評判を陥れるなど。
- 偽装 - 何かしらの秘密などを暴露させるために親しく接する。
- 仲間外れ
- ストーカー行為
- いじめからのメールで怒れた犠牲者のインターネットでの仕返しや喧嘩の様子をこっそり無断でその仕返し、喧嘩の様子をネットに上げ、いじめが犠牲者を演じてみんなを信じ込ませて、怒れた犠牲者に深い傷を受けさせる。(炎上行為の理由になる一つ)

### 研究者による分類
田代光輝は、ネット経由のいじめ・いやがらせの例として
- 無断で相手の個人情報を晒すこと(犯罪行為)
- 裏サイトなどでの誹謗中傷
- 自己紹介サイトやメール経由でのいやがらせ
- なりすまし投稿

などを挙げているとしている。顔見知り同士のいやがらせを「ネットいじめ」、不特定多数から特定個人へのいやがらせを炎上としている。

### 評論家による分類
荻上チキは、インターネット上におけるいじめ的な書き込みを「反映（オフラインでの関係が書き込まれている度合い）」「影響（その書き込みがオフラインでの人間関係とどの程度因果関係を持つか）」という2つの軸から次の4つに分類している。
ガス抜き型
日常生活でのストレス解消の一環として行われる否定的な書き込み。反映度も影響度も低い。
陰口型
オフライン上でも行われるような陰口を、こっそりとネット上で行っているもの。反映度は高いが影響度は低い。
なだれ型
偶発的に始まった特定の対象をからかう書き込みが、場の空気・雰囲気に押されてオフラインでの人間関係に影響しうるまで加速するケース。反映度は低いが影響度は高い。
いじめ利用型
個人情報の暴露などによって被害を与えたり、いじめの計画を練るためにサイトを利用するといったケース。反映度も影響度も高い。社会学者の内藤朝雄によるいじめの定義「実効的に遂行された嗜虐的関与」に基づけば、4つのうちこのケースだけが「いじめ」に該当することになる。

## 日本
いじめの調査法の制度が変更となり実質上の初の調査となった2006年度は4883件のネットいじめが確認されている。しかし、この件数は氷山の一角に過ぎないという指摘がある。従来は外国での特異な例と考えられて来たが、2020年にきゃりーぱみゅぱみゅがツイッターでの発言を叩かれて当該ツイートを削除したり、プロレスラー木村花が自殺するなどの実被害例も出ている（木村を叩いていたアカウント群は事件の直後に次々に消滅した(俗にいう「捨てアカウント(捨て垢)」)）。

### ネットいじめの手口
学校裏サイトや匿名掲示板で被害者の所属する会社や学校のスレッドで誹謗中傷を行うというのが従来のパターンであった。滝川高校いじめ自殺事件（2007年）では学校裏サイトでいじめが行われていた。
だが、ネットの発展と共に最近ではより巧妙な方法を取るケースが散見され、多様化が進んでいる。全国webカウンセリング協議会によれば、2005年あたりから相談が増え出し、2007年頃は「なりすましメール」が最も増えた。2014年度の文部科学省のいじめの調査では、金品を要求されたり仲間はずれにされるなどのいじめは減ったが、パソコンや携帯電話を使った誹謗中傷のいじめは増え、2006年度に比べ倍近く増えているという。文部科学省児童生徒課はLINEなどを使ったいじめなど、形態が変わってきて大人が把握するのが難しくなっているのが課題だと話す。さらに、加納寛子によれば、LINEをはじめとするコミュニケーションアプリ内での既読無視（既読スルー）が、ネットいじめに発展するケースが多く、ネットいじめを含めたいじめのサインの見抜き方と、迅速な対応のためのフローチャートを示している。
2022年6月6日付の読売新聞の報道によると、2020年度以降、全国の小中学校に児童・生徒1人1台配布されている学習用タブレット端末を悪用したネットいじめが、全国の政令指定都市・県庁所在地など主要109の自治体のうち少なくとも25の自治体で47件発生していることが明らかになった。こうしたネットいじめは、担任などの教諭が見ることのできない設定で行われることが多いこともあって、教員らの目が行き届かないケースが多々有り、学校側が対応に苦慮しているのが現状である。

## 海外の例

### ヨーロッパ
イギリス
2013年4月、「Ask.fm」の利用者であった15歳のジョッシュ・アンワースが他利用者からの誹謗中傷により自殺、さらに同年8月には、14歳のハンナ・スミスが同じく自殺した。そしてハンナの父親であるデービッドまでにも、悪質な投稿をされるなど大きな問題になっている。イギリスの政府が実施した調査によると、イギリスの12歳から15歳の34%は、何らかのネットいじめを経験したことがあると回答した。その実態に対処するため、「ネットいじめ」防止キャンペーンを英政府が立ち上げた。
イタリア
イタリアでは、障害のある子供が同級生にいじめられている様子を写したビデオがイタリア語版Googleサイトにアップロードされた。この問題に関連して、イタリア当局はGoogle幹部4人を訴追する準備を進めている。なお、いじめていた少年達は、すでに刑事訴追されている。

### アメリカ
アメリカ合衆国
アメリカ合衆国では、若年層（10 - 17歳）がネットいじめを受けるケースが急増しているという調査結果を疾病対策センター（CDC）が発表した。
バーモント州では2003年に13歳の少年が、校内とオンラインの両方で数か月に渡りゲイと嘲られ自殺した事件がきっかけとなり、州内で取り組みが盛んとなった。自殺した少年の父親は息子の自殺後、ネットいじめの撲滅を訴える運動を始めた。
また、ミズーリ州では2006年10月、人気SNS（ソーシャル・ネットワーキング・サービス）でいじめられ、13歳の少女が自殺した (メーガン・マイヤー自殺事件)。この事件が切っ掛けとなり、ミズーリ州ではネットいじめ禁止の州法が成立した。
2008年10月2日、カリフォルニア大学ロサンゼルス校の教授達が、アメリカの12 - 17歳の4人に3人が、過去12か月間で少なくとも1度はネットでのいじめを体験しているが、親や教師などにその事実を相談しているのはわずか10人中1人だけという調査結果を発表した。アメリカの学校で、ネットいじめが蔓延している実態が明らかとなった。
2016年4月22日に発表された疾病予防管理センターの調査では、1999年から2014年まで、アメリカの自殺率が24%増加した。このうち、特に10歳から14歳の少女については、3倍に増えている。児童精神医学の専門家は、ネットいじめの影響の可能性を指摘している。
カナダ
カナダでもネットいじめは深刻で、2012年10月10日にはアマンダ・トッド事件があった。アマンダは、裸の写真をインターネットサイトのフェイスブックにばらまかれ、転校を繰り返しても、決して消えないインターネット上の画像が原因となって転校先でもいじめを受け続けたため、YouTubeでいじめの事実を告白したあと自殺した。この事件は、カナダで衝撃を与え、いじめに関する国民的議論を呼び起こす事となった。
2013年4月には、4人の男子生徒らに集団強姦され、その時の写真をメールでばらまかれ、それが原因でいじめを受けていた17歳の少女が自殺した。友人や見知らぬ者からインターネットの交流サイトや携帯電話へのメールで「ふしだらな女」と暴言を送りつけられ、少女は3回転校し、警察にも訴えたが「携帯電話やネット上で写真をばらまく行為については取り締まれない」として捜査はされず、幼馴染の親友にも裏切られ、絶望して自殺したとされる。少女の友人は誰一人、少女の味方にはならなかったとされる。ハーパー首相は会見で「被害は、『いじめ』という言葉ですませられるものではありません。これは犯罪です。われわれは若者による犯罪行為に直面している」と述べた。

### アジア
韓国
韓国ではネットいじめはサイバー暴力とも呼ばれている。2005年、ソウル地下鉄で飼い犬の糞を始末せずに下車した犬糞女の行為を撮影したとされる動画がネット上に公開され、弾劾され、インターネット実名制が導入されるべきだとされた。2007年には歌手U;Neeが自殺したことの背景にネットでの美容整形手術に関する書き込みが取りざたされた。

## 対策

### 日本
警視庁の電話相談窓口「ヤングテレホンコーナー」には、近年ネットによるいじめ相談が多くなっている。石川県では2007年1月22日にWEB巡視隊が発足した。
前述の通り他にはsnsサービスLINE上のいじめが増えている。そのいじめの相談窓口として東京都のLINE相談や株式会社エースチャイルドの提供する繋がる相談などの多くの窓口がある。相談窓口で自殺などの悪い結果の対策であったり通報を行なっている。
子供の間で起きているネットいじめに関しては、ほとんどのケースでパソコンやスマートフォンが使用されているため、保護者が安易にパソコンやスマートフォンを子供に買い与える状況に対して警鐘を鳴らす識者たちもいる。パソコンを家族の前に置くという対策もあるがこれは対症療法に過ぎず、根本的な解決にはならない。インターネットを実名にするという考えもあるが、オークション詐欺の問題と同じようにネットでは簡単に偽名を名乗ることができるため、これもまた抜本的な解決策にはならない。
いじめている人間がその延長上でインターネットを使っていじめている相手を書き込むという行為がほとんどであるが、近年では警察も捜査を行うことが多くなり、逮捕・補導される人間も多くなってきている。2007年4月27日には、実名を挙げた中傷を放置し続け、被害者の削除要請も無視し続けていたサイト管理者が名誉毀損幇助の容疑で大阪府警南署によって書類送検されており、ネットいじめを野放しにする管理者については法的責任を追及する動きが生まれている。
なお、近年LINEやTwitterなどのSNS、インターネット等を通じてますます深刻になっているネットいじめの予防・防止に向けて、ネットいじめ予防・防止プログラムの開発と全国的実施も喫緊の課題として強く求められており、ある研究では実際にプログラムの開発が行われている。
カナダ
2013年の女子生徒自殺事件以降、カナダ政府、ノバスコシア州政府は調査を開始し、権限を持った調査班を設立させた。またケベック州の学校では、生徒が校内で写真や動画の撮影をすることを禁止し、違反した場合停学や退学処分も行うとした。
フランス
2021年11月17日、国民教育大臣によって「学校のいじめ及びネットいじめ対策法案（フランス語：Proposition de loi visant à combattre le harcèlement scolaire et le cyberharcèlement）」が提出された。国会・上院で採択され2022年2月1日の最終案は合意に達しなかったが、ネットいじめの場合は最高3年の懲役・45,000ユーロの罰金が科されることとなる。